# اشتباكات طرابلس 2022
وقعت اشتباكات طرابلس 2022 بين القوات الموالية للرئيسي الوزراء الليبيين المتنافسين فتحي باشاغا وعبد الحميد الدبيبة للسيطرة على العاصمة طرابلس.

## الخلفية
انتهت الحرب الأهلية الليبية الثانية إثر توقيع وقف إطلاق النار في 23 أكتوبر 2020. تشكلت حكومة الوحدة الوطنية في 10 مارس 2021 برئاسة عبد الحميد دبيبة. في 21 سبتمبر 2021، وافق مجلس النواب الليبي، ومقره شرق ليبيا، على اقتراح حجب الثقة عن حكومة الوحدة، وعيّن فتحي باشاغا رئيسًا للوزراء في 10 فبراير 2022، وهو التعيين الذي رفضه الدبيبة وحكومة الوحدة الوطنية.